# Michał Jurecki

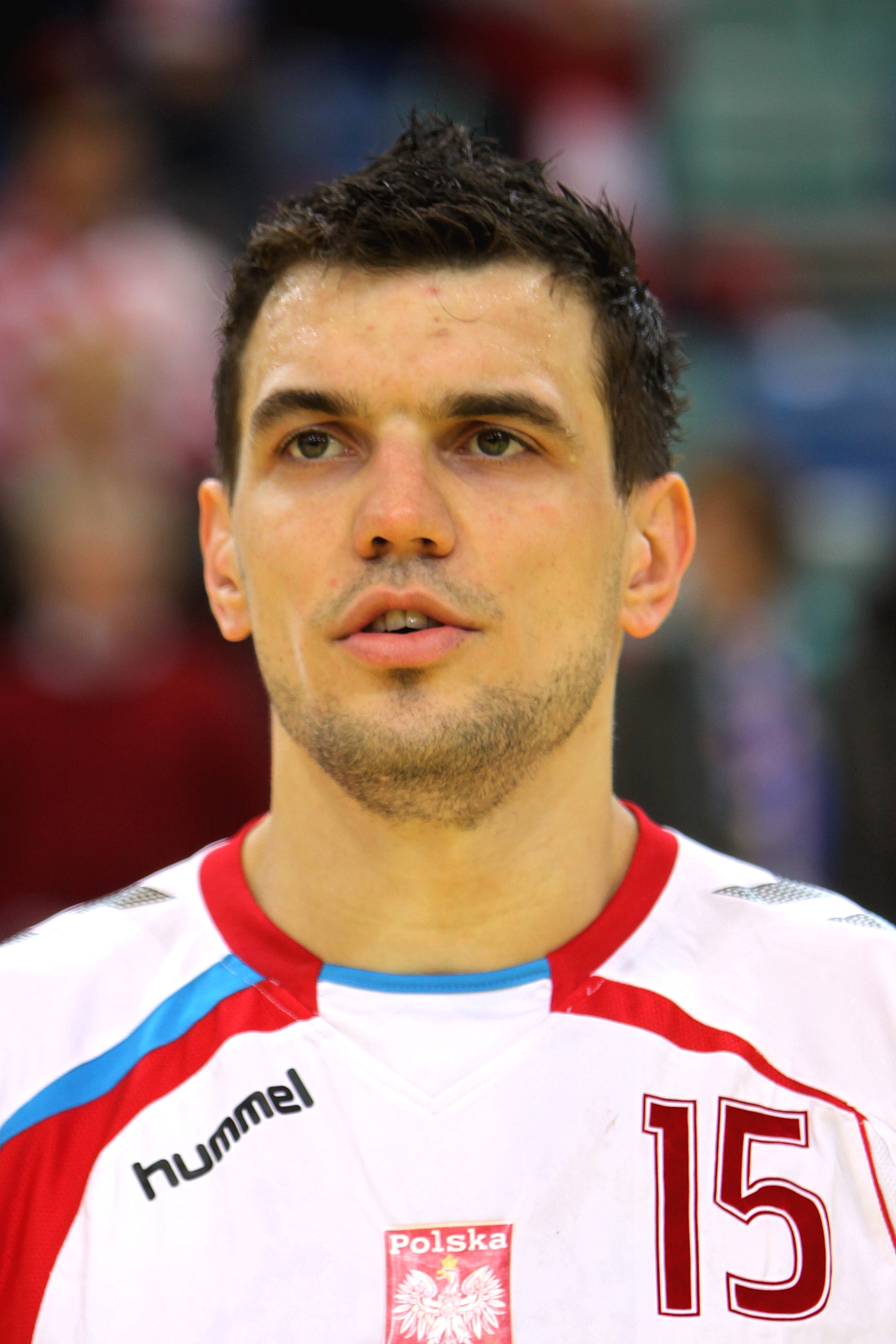
Michał Jurecki, 2010.

Michał Jurecki, född 27 oktober 1984 i Kościan, är en polsk handbollsspelare (vänsternia). Från 2005 till 2017 spelade han 198 landskamper och gjorde 547 mål för Polens landslag, med VM-silvret 2007 som största merit. Vid EM-turneringen 2016 på hemmaplan utsågs han till turneringens bästa vänsternia. Han är yngre bror till handbollsspelaren Bartosz Jurecki.

## Klubbar
- Tęcza Kościan (–2003)
- Chrobry Głogów (2003–2006)
- KS Kielce (2006–2007)
- HSV Hamburg (2007–2008)
- TuS Nettelstedt-Lübbecke (2008–2010)
- KS Kielce (2010–2019)
- SG Flensburg-Handewitt (2019–2020)
- KS Azoty-Puławy (2020–)

## Meriter i urval
Med klubblag
- Champions League-mästare 2016 med KS Kielce
- Polsk mästare 2012, 2013, 2014, 2015, 2016, 2017 och 2018 med KS Kielce

Med landslaget
- VM-silver 2007 i Tyskland
- Två VM-brons, 2009 i Kroatien och 2015 i Qatar